# Xenortholitha euthygramma
Xenortholitha euthygramma là một loài bướm đêm trong họ Geometridae.